# Coppa di Francia (pallamano maschile)
La Coppa di Francia è la principale coppa nazionale francese di pallamano maschile. Istituita nel 1956, è disputata con cadenza annuale.
Dal 1975 al 2012, la conquista del trofeo comportava la qualificazione in Coppa delle Coppe; dalla stagione 2013-2014, invece, la vittoria finale dà diritto, se non già conquistato in campionato, di partecipare all'EHF Champions League. Dal 2010, inoltre, il successo finale dà diritto di contendere il Trophée des champions alla squadra campione di Francia.

## Albo d'oro
| Edizione        | Campione                                      | Finalista                                     | Finale                                        | Finale                                        |
| Edizione        | Campione                                      | Finalista                                     | Punteggio                                     | Sede                                          |
| 1956-1957 (1ª)  | ASPOM Bordeaux                                | Boulogne-Billancourt                          | 26 - 18                                       | ?                                             |
| 1957-1975       | Edizioni non disputate                        | Edizioni non disputate                        | Edizioni non disputate                        | Edizioni non disputate                        |
| 1975-1976 (2ª)  | Stade Marseillais                             | Villemomble                                   | 16 - 14                                       | Parigi - Stade Pierre-de-Coubertin            |
| 1976-1977       | Edizione non disputata                        | Edizione non disputata                        | Edizione non disputata                        | Edizione non disputata                        |
| 1977-1978 (3ª)  | Stella Sports Saint-Maur                      | Saint Martin d'Hères                          | 16 - 15                                       | ?                                             |
| 1978-1984       | Edizioni non disputate                        | Edizioni non disputate                        | Edizioni non disputate                        | Edizioni non disputate                        |
| 1984-1985 (4ª)  | Nîmes                                         | Gagny                                         | 23 - 19                                       | Limoges - Palais des sports de Beaublanc      |
| 1985-1986 (5ª)  | Nîmes                                         | Ivry                                          | 24 - 19                                       | Saint-Étienne - Stadium Pierre Maisonnial     |
| 1986-1987 (6ª)  | Gagny                                         | Créteil                                       | 27 - 20                                       | Montluçon - Salle l’Athanor                   |
| 1987-1988       | Edizione non disputata                        | Edizione non disputata                        | Edizione non disputata                        | Edizione non disputata                        |
| 1988-1989 (7ª)  | Créteil                                       | Nîmes                                         | 13 - 11                                       | ?                                             |
| 1989-1990 (8ª)  | Girondins de Bordeaux                         | Gagny                                         | 23 - 21                                       | Parigi - Halle Georges-Carpentier             |
| 1990-1991 (9ª)  | Vénissieux                                    | Dunkerque                                     | 26 - 16 ● 23 - 19                             | Dunkerque ● Vénissieux                        |
| 1991-1992 (10ª) | Vénissieux                                    | OM Vitrolles                                  | 24 - 20 (dts)                                 | Lione - Palais des sports de Lyon             |
| 1992-1993 (11ª) | OM Vitrolles                                  | Créteil                                       | 32 - 22                                       | Galaxie                                       |
| 1993-1994 (12ª) | Nîmes                                         | Livry-Gargan                                  | 27 - 13                                       | Lattes                                        |
| 1994-1995 (13ª) | OM Vitrolles                                  | Sélestat                                      | 19 - 19 ● 26 - 21                             | Sélestat ● Vitrolles                          |
| 1995-1996 (14ª) | Ivry                                          | OM Vitrolles                                  | 30 - 22                                       | Saintes                                       |
| 1996-1997 (15ª) | Créteil                                       | Ivry                                          | 19 - 18                                       | Reims - Complexe René-Tys                     |
| 1997-1998 (16ª) | Fenix Toulouse                                | Montpellier                                   | 27 - 20                                       | Parigi - Stade Pierre-de-Coubertin            |
| 1998-1999 (17ª) | Montpellier                                   | Fenix Toulouse                                | 26 - 21                                       | Villebon-sur-Yvette - Le Grand Dôme           |
| 1999-2000 (18ª) | Montpellier                                   | Dunkerque                                     | 21 - 16                                       | Parigi - Stade Pierre-de-Coubertin            |
| 2000-2001 (19ª) | Montpellier                                   | PSG-Asnières                                  | 30 - 26                                       | Parigi - Stade Pierre-de-Coubertin            |
| 2001-2002 (20ª) | Montpellier                                   | Chambéry                                      | 23 - 22                                       | Créteil - Palais des sports Robert-Oubron     |
| 2002-2003 (21ª) | Montpellier                                   | Créteil                                       | 21 - 20                                       | Nîmes - Le Parnasse                           |
| 2003-2004       | Edizione non disputata                        | Edizione non disputata                        | Edizione non disputata                        | Edizione non disputata                        |
| 2004-2005 (22ª) | Montpellier                                   | Chambéry                                      | 31 - 22                                       | Saintes - Salle du Grand Coudret              |
| 2005-2006 (23ª) | Montpellier                                   | Ivry                                          | 28 - 27                                       | Nancy - Palais des sports Jean-Weille         |
| 2006-2007 (24ª) | Paris                                         | Pays d'Aix                                    | 28 - 21                                       | Pau - Palais des sports de Pau                |
| 2007-2008 (25ª) | Montpellier                                   | Paris                                         | 28 - 26                                       | Mulhouse                                      |
| 2008-2009 (26ª) | Montpellier                                   | Chambéry                                      | 33 - 25                                       | Digione                                       |
| 2009-2010 (27ª) | Montpellier                                   | Tremblay                                      | 33 - 25                                       | Parigi - Stade Pierre-de-Coubertin            |
| 2010-2011 (28ª) | Dunkerque                                     | Chambéry                                      | 25 - 25 (3-2 dtr)                             | Parigi - Stade Pierre-de-Coubertin            |
| 2011-2012 (29ª) | Montpellier                                   | Ivry                                          | 29 - 25                                       | Parigi - Palazzo dello Sport di Parigi-Bercy  |
| 2012-2013 (30ª) | Montpellier                                   | Paris                                         | 35 - 28                                       | Parigi - Palazzo dello Sport di Parigi-Bercy  |
| 2013-2014 (31ª) | Paris-Saint Germain                           | Chambéry                                      | 31 - 27                                       | Parigi - Halle Georges-Carpentier             |
| 2014-2015 (32ª) | Paris-Saint Germain                           | Nantes                                        | 32 - 26                                       | Parigi - Stade Pierre-de-Coubertin            |
| 2015-2016 (33ª) | Montpellier                                   | Paris-Saint Germain                           | 38 - 32                                       | Parigi - AccorHotels Arena                    |
| 2016-2017 (34ª) | Nantes                                        | Montpellier                                   | 37 - 32                                       | Parigi - AccorHotels Arena                    |
| 2017-2018 (35ª) | Paris-Saint Germain                           | Nîmes                                         | 32 - 26                                       | Parigi - AccorHotels Arena                    |
| 2018-2019 (36ª) | Chambéry                                      | Dunkerque                                     | 31 - 21                                       | Parigi - AccorHotels Arena                    |
| 2019-2020 (37ª) | Edizione annullata causa pandemia di COVID-19 | Edizione annullata causa pandemia di COVID-19 | Edizione annullata causa pandemia di COVID-19 | Edizione annullata causa pandemia di COVID-19 |
| 2020-2021 (38ª) | Paris-Saint Germain                           | Montpellier                                   | 30-26                                         | Créteil - Palais des sports Robert-Oubron     |
| 2021-2022 (36ª) | Paris-Saint Germain                           | Nantes                                        | 36 - 31                                       | Parigi - AccorHotels Arena                    |
| 2022-2023 (39ª) | Nantes                                        | Montpellier                                   | 39-33                                         | Parigi - AccorHotels Arena                    |
| 2023-2024 (40ª) | Nantes                                        | Paris-Saint Germain                           | 31 - 23                                       | Parigi - AccorHotels Arena                    |
| 2024-2025 (41ª) | Montpellier                                   | Paris-Saint Germain                           | 28 - 28 (8-7 dtr)                             | Parigi - AccorHotels Arena                    |

### Edizioni vinte e perse per squadra
| Squadra                  | Vittorie | Secondi posti | Anni vittorie | Anni secondi posti                                     |
| ------------------------ | -------- | ------------- | --- | ------------------------------------------------------ |
| Montpellier              | 14       | 4             | 1998-99, 1999-00, 2000-01, 2001-02, 2002-03, 2004-05, 2005-06, 2007-08, 2008-09, 2009-10, 2011-12, 2012-13, 2015-16, 2024-2025 | 1997-98, 2016-17, 2020-21, 2022-23                     |
| Paris-Saint Germain      | 6        | 6             | 2006-07, 2013-14, 2014-15, 2017-18, 2020-21, 2021-22                                                                           | 2000-01, 2007-08, 2012-13, 2015-16, 2023-24, 2024-2025 |
| Nantes                   | 3        | 2             | 2016-17, 2022-23, 2023-24 | 2014-15, 2021-22                                       |
| Nîmes                    | 3        | 2             | 1984-85, 1985-86, 1993-94 | 1988-89, 2017-18                                       |
| Créteil                  | 2        | 3             | 1988-89, 1996-97 | 1986-87, 1992-93, 2002-03                              |
| OM Vitrolles             | 2        | 2             | 1992-93, 1994-95 | 1991-92, 1995-96                                       |
| Vénissieux               | 2        | 0             | 1990-91, 1991-92 |                                                        |
| Chambéry                 | 1        | 5             | 2018-19 | 2001-02, 2004-05, 2008-09, 2010-11, 2013-14            |
| Dunkerque                | 1        | 3             | 2010-11 | 1990-91, 1999-00, 2018-19                              |
| Fenix Toulouse           | 1        | 1             | 1997-98 | 1998-99                                                |
| Ivry                     | 1        | 4             | 1995-96 | 1985-86, 1996-97, 2005-06, 2011-12                     |
| Girondins de Bordeaux    | 1        | 0             | 1989-90 |                                                        |
| Gagny                    | 1        | 2             | 1986-87 | 1984-85, 1989-90                                       |
| Stella Sports Saint-Maur | 1        | 0             | 1977-78 |                                                        |
| Stade Marseillais        | 1        | 0             | 1975-76 |                                                        |
| ASPOM Bordeaux           | 1        | 0             | 1956-57 |                                                        |
| Tremblay                 | 0        | 1             | | 2009-10                                                |
| Pays d'Aix               | 0        | 1             | | 2006-07                                                |
| Sélestat                 | 0        | 1             | | 1994-95                                                |
| Livry-Gargan             | 0        | 1             | | 1993-94                                                |
| Saint Martin d'Hères     | 0        | 1             | | 1977-78                                                |
| Villemomble              | 0        | 1             | | 1975-76                                                |
| Boulogne-Billancourt     | 0        | 1             | | 1956-57                                                |